# السرار (السوادية)

تعديل مصدري - تعديل

السرار هي إحدى قرى عزلة الحراتيك بمديرية السوادية التابعة لمحافظة البيضاء، بلغ تعداد سكانها 235 نسمة حسب تعداد اليمن لعام 2004.